# Cystopteris kansuana
Cystopteris kansuana là một loài dương xỉ trong họ Cystopteridaceae. Loài này được C. Chr. mô tả khoa học đầu tiên năm 1927.